# Lutjanus timoriensis
El pargo de Timor es la especie Lutjanus timoriensis, un pez marino de la familia Lutjanidae en el orden de los Perciformes.)

## Morfología
Los machos pueden llegar alcanzar los 50 cm de longitud total, aunque la longitud máxima normal es de unos 30 cm. Con once espinas dorsales y tres anales, con el eje de la aleta pectoral de color negro, los juveniles con una banda negra en la mandíbula superior, con características rayas horizontales en los laterales.

## Hábitat y distribución geográfica
Es un pez de mar de clima tropical y asociado a los arrecifes de coral, con adultos normalmente solitarios, que vive entre 20 y 150 m de profundidad.
Se distribuye por la costa oeste del océano Pacífico, en la isla Iriomote (Okinawa, Japón), desde Fiyi hasta la Península de Malaca y en la costa del Mar de Andaman en Tailandia.